# Elezioni comunali in Sardegna del 2003
Il 25 e 26 maggio 2003 (con ballottaggio l'8 e 9 giugno) in Sardegna si tennero le elezioni per il rinnovo di numerosi consigli comunali.

## Riepilogo Sindaci Eletti
| Provincia | Comune | Sindaco uscente | Sindaco uscente | Sindaco eletto | Sindaco eletto        | Primo turno | Primo turno         | Secondo turno | Secondo turno | Seggi |       |       |        |
| --------- | ------ | --------------- | --------------- | -------------- | --------------------- | ----------- | ------------------- | ------------- | ------------- | ----- | ----- | ----- | ------ |
| Provincia | Comune | Cagliari        | Assemini        |                | Salvatore Nioi (Ind.) |             | Luciano Casula (DS) | 3.769         | 28,53         | Seggi | 6.391 | 58,91 | 8 / 20 |

## Provincia di Cagliari

### Assemini
| Candidati                                    | Candidati                 | II turno             | II turno          | I turno | I turno | Liste                                | Voti   | %     | Seggi |
| Candidati                                    | Candidati                 | Voti                 | %                 | Voti    | %       | Liste                                | Voti   | %     | Seggi |
| -------------------------------------------- | ------------------------- | -------------------- | ----------------- | ------- | ------- | ------------------------------------ | ------ | ----- | ----- |
|                                              | Luciano Casula ✔️ Sindaco | 6 391                | 58,91             | 3 769   | 28,53   | Democratici di Sinistra              | 1 714  | 14,38 | 5     |
| Socialisti Democratici Italiani              | Luciano Casula ✔️ Sindaco | 6 391                | 58,91             | 3 769   | 28,53   | 555                                  | 4,66   | 1     |       |
| Alleanza per Assemini                        | Luciano Casula ✔️ Sindaco | 6 391                | 58,91             | 3 769   | 28,53   | 510                                  | 4,28   | 1     |       |
| Partito dei Comunisti Italiani               | Luciano Casula ✔️ Sindaco | 6 391                | 58,91             | 3 769   | 28,53   | 331                                  | 2,78   | 1     |       |
|                                              | Francesco Desogus         | 4 457                | 41,09             | 2 988   | 22,62   | Forza Italia                         | 1 415  | 11,87 | 1     |
| Unione dei Democratici Cristiani e di Centro | Francesco Desogus         | 4 457                | 41,09             | 2 988   | 22,62   | 913                                  | 7,66   | 1     |       |
| Riformatori Sardi                            | Francesco Desogus         | 4 457                | 41,09             | 2 988   | 22,62   | 807                                  | 6,77   | 1     |       |
| Seggio di coalizione                         | Seggio di coalizione      | Seggio di coalizione | 41,09             | 2 988   | 22,62   | 1                                    |        |       |       |
|                                              | Antonio Scano             | Antonio Scano        | Antonio Scano     | 1 723   | 13,04   | La Margherita (A)                    | 1 613  | 13,53 | 3     |
| Seggio di coalizione                         | Seggio di coalizione      | Seggio di coalizione | Antonio Scano     | 1 723   | 13,04   | 1                                    |        |       |       |
|                                              | Luigi Scalas              | Luigi Scalas         | Luigi Scalas      | 1 569   | 11,88   | Alleanza Nazionale                   | 1 444  | 12,11 | 1     |
| Seggio di coalizione                         | Seggio di coalizione      | Seggio di coalizione | Luigi Scalas      | 1 569   | 11,88   | 1                                    |        |       |       |
|                                              | Salvatore Nioi            | Salvatore Nioi       | Salvatore Nioi    | 776     | 5,87    | Nuovi Orizzonti                      | 573    | 4,81  | –     |
|                                              | Gianfranco Scalas         | Gianfranco Scalas    | Gianfranco Scalas | 661     | 5,00    | Sarditas (B)                         | 515    | 4,32  | –     |
| Seggio di coalizione                         | Seggio di coalizione      | Seggio di coalizione | Gianfranco Scalas | 661     | 5,00    | 1                                    |        |       |       |
|                                              | Giuseppe Atzori           | Giuseppe Atzori      | Giuseppe Atzori   | 619     | 4,69    | Partito Sardo d'Azione (C)           | 557    | 4,67  | –     |
| Seggio di coalizione                         | Seggio di coalizione      | Seggio di coalizione | Giuseppe Atzori   | 619     | 4,69    | 1                                    |        |       |       |
|                                              | Antonio Mastinu           | Antonio Mastinu      | Antonio Mastinu   | 498     | 3,77    | Unione Democratica per la Repubblica | 496    | 4,16  | –     |
|                                              | Alessio Pani              | Alessio Pani         | Alessio Pani      | 418     | 3,16    | Partito della Rifondazione Comunista | 329    | 2,76  | –     |
|                                              | Virgilio Atzori           | Virgilio Atzori      | Virgilio Atzori   | 191     | 1,45    | Partito del Popolo Sardo             | 150    | 1,26  | –     |
| Totale                                       | Totale                    | 10 848               | 100               | 13 212  | 100     |                                      | 11 922 | 100   | 20    |
|                                              |                           |                      |                   |         |         |                                      |        |       |       |
| Fonte: Ministero dell'interno                |                           |                      |                   |         |         |                                      |        |       |       |